# Civilization V: Gods & Kings
Sid Meier's Civilization V: Gods & Kings är den första expansionen till Civilization V och släpptes den 19 juni 2012 i Nordamerika samt den 22 juni 2012 i resten av världen. Expansionens huvudsakliga innehåll är religion, spioneri och omarbetning av strids- och diplomatisystemet.

## Gameplay
Gods and Kings innehåller 27 nya enheter, 13 nya byggnader, nio nya underverk och nio nya civilisationer. Den nya religionmekaniken innehåller en ny resurs kallad "Faith" som låter spelarna grunda sin egen religion som sedan kan växa till en "världsomspännande helt anpassningsbar religion". Diplomatin har blivit omarbetad till att inkludera spioneri, ambassader och två nya typer av stadsstater (Religiös och merkantil). Stadsstaterna kommer även att ge nya uppdrag och vara av större strategisk vikt. Även stridssystemet har blivit omarbetat för att inkludera en mer intelligent AI, en expanderad tidigmodern tid, en förbättrad sjökrigsföring med Stora Admiraler och skepp för närstrid.
Tre nya scenarios kommer att inkluderas: "Fall of Rome" som fokuserar på Romerska rikets fall; "Into the Renaissance" som fokuserar på religionen under medeltiden fram till renässansen; och "Empires of the Smoky Skies" ett viktorianskt steampunk-scenario.

## Civilisationer
Gods & Kings lägger till nio nya civilisationer. Varje civilisation har en ledare med en speciell förmåga och två unika enheter, eller en unik enhet och en unik byggnad.
| Civilisation      | Ledare                | Unik 1                 | Unik 2      | Speciell förmåga                  |
| ----------------- | --------------------- | ---------------------- | ----------- | --------------------------------- |
| Bysantinska riket | Theodora              | Katafrakt              | Dromond     | Patriarkatet Konstantinopel       |
| Etiopien          | Haile Selassie        | Mehal Sefari           | Stele       | Aduas själ                        |
| Hunner            | Attila                | Ridande bågskytt       | Murbräcka   | Guds gissel                       |
| Karthago          | Dido                  | Afrikansk skogselefant | Quinquereme | Feniciskt arv                     |
| Kelter            | Boudicca              | Piktisk krigare        | Ceilidhsal  | Druidisk tradition                |
| Maya              | K'inich Janaab' Pakal | Atlatl                 | Pyramid     | Den långa räkningen               |
| Nederländerna     | Vilhelm I             | Havsgueuser            | Polder      | Nederländska Ostindiska Kompaniet |
| Sverige           | Gustav II Adolf       | Hakkapeliter           | Karolin     | Nobelpriset                       |
| Österrike         | Maria Teresia         | Husar                  | Kaffehus    | Diplomatiskt giftermål            |

Gustav II Adolf i spelet omnämnd som Gustavus Adolphus, vilken röstskådespelas av Emil Winkler. Gustav II Adolf står vid en brasa i Strömsholms slott och omnämner sig själv som "snökonungen" men även som "kapten Gars" vilket var ett namn Gustav II Adolf använde inkognito. Utöver det säger han även  "Gott mit uns" vilket var Gustav II Adolfs valspråk. Sveriges huvudstad är Stockholm och Sveriges unika färdighet kallas för Nobel Prize. De unika militära enheterna är hakkapelitter samt karoliner.
| Mottagande      | Mottagande     |
| Samlingsbetyg   | Samlingsbetyg  |
| Tjänst          | Betyg          |
| --------------- | -------------- |
| Gamerankings    | 78.50%         |
| Metacritic      | 80/100         |
| Recensionsbetyg |                |
| Publikation     | Betyg          |
| 1UP.com         | A-             |
| Eurogamer       | 7/10           |
| Game Informer   | 8,5/10         |
| Gamespy         | 3.5/5 stjärnor |
| Gamesradar      | 8/10           |
| IGN             | 9/10           |